# زبان‌های امپراتوری عثمانی
زبان اصلی دادگاه و دولت امپراتوری عثمانی، ترکی عثمانی بوده است اما بسیاری از زبان‌های دیگر در بخش‌هایی از امپراتوری عثمانی مورد استفاده بوده‌اند. با وجودی که اقلیتها در امپراتوری عثمانی آزاد بودند که زبان خود را در میان خود به کار برند اما اگر آنها نیاز به برقراری ارتباط با دولت بودند مجبور بودند که از ترکی عثمانی استفاده نمایند.
سه زبان مهم مورد استفاده در امپراتوری عثمانی، اول ترکی بود که توسط اکثریت مردم در آناتولی و توسط اکثریت مسلمانان بالکان به جز در آلبانی، بوسنی، و جزایر دریای اژه مورد استفاده قرار می‌گرفت؛ سپس فارسی، که توسط اقلیت تحصیل کرده صحبت می‌شد و در نهایت عربی، به‌طور عمده در عربستان، شمال آفریقا، عراق، کویت و شام سخن گفته می‌شد. در طول بوروکراسی گسترده عثمانی زبان ترکی عثمانی زبان رسمی بود که یک نسخه از ترکی با مخلوط گسترده‌ای از دستور زبان و لغات عربی و فارسی بود.
به دلیل سطح سواد پایین عموم مردم (بین ۲ تا ۳ درصد تا اوایل قرن ۱۹ ام و حدود ۱۵ درصد تا اواخر این قرن)، مردم عادی برای ارتباط با حکومت مجبور بودند از عده خاصی به عنوان «مترجم درخواست» خود کمک بگیرند
در دو قرن گذشته، فرانسوی و انگلیسی به عنوان زبان محبوب به خصوص در میان جوامع مسیحی مورد توجه قرار گرفتند. نخبگان در مدرسه فرانسه می‌آموختند و محصولات اروپایی به عنوان مد مورد استفاده قرار می‌گرفت. در زمان عثمانیها، استفاده از ترکی به‌طور پیوسته رشد داشت اما فارسی و عربی نیز کماکان مورد استفاده قرار گرفت هرچند استفاده از این دو محدود شد: فارسی عمدتاً به عنوان یک زبان ادبی برای تحصیل در حالی که زبان عربی برای مراسم مذهبی مورد استفاده قرار می‌گرفت.